# Frederic T. Greenhalge
Frederic Thomas Greenhalge (nascido Greenhalgh) (19 de Julho de 1842 – 5 de Março de 1896) foi um advogado e político de origem britânica no estado americano de Massachusetts. Exerceu na Câmara dos Representantes dos Estados Unidos e foi o 38º governador do estado. Foi eleito três vezes consecutivas, mas morreu no início de seu terceiro mandato. Foi o primeiro governador estrangeiro do estado.

## Primeiros anos
Frederic Thomas Greenhalge nasceu em Clitheroe, Lancashire, Inglaterra, no dia 19 de Julho de 1842, filho de William Greenhalgh e Jane (Slater) Greenhalgh. Era o único filho (de sete filhos). Seu pai, supervisor de uma operação de impressão, descendia dos Greenhalghs, uma família de longa data em Lancashire. A família mudou-se primeiro para Eshton e depois para Edenfield, onde o jovem Greenhalge (que mudaria a pronúncia de seu nome quando adulto) frequentou uma escola particular. Em 1855, a família imigrou para Lowell, Massachusetts, onde o pai recebeu um emprego como chefe do departamento de impressão da Merrimack Manufacturing Company.
Greenhalge frequentou as escolas públicas de Lowell, onde destacou-se academicamente e participou de sociedades de debate. Em 1859, matriculou-se na Harvard College, onde era membro do Instituto de 1770 e era bem visto como orador. Deixou a Harvard depois de três anos porque seu pai morreu, as finanças da família sofreram um revés devido ao fechamento de fábricas causadas pela Guerra Civil Americana. Lecionou brevemente em Chelmsford, Massachusetts e estudou direito. Em 1863, procurou alistar-se no Exército da União, mas foi rejeitado devido a problemas de saúde. Em vez disso, conseguiu um emprego civil como comissário do exército em New Bern, Carolina do Norte. Lá contraiu malária e foi mandado para casa em Abril de 1864. Ele retomou seu estudo de direito, foi aceito na Ordem de Lowell em 1865.
No dia 1 de Outubro de 1872, Greenhalge casou-se com Isabella (ou Isabel) Nesmith, filha de John Nesmith, Vice-Governador de Massachusetts durante a guerra. Tiveram três filhos: Nesmith Greenhalge (1873-1874), Frederic B. Greenhalge (1875–?) e Harriet Nesmith Greenhalge (1878-?).

## Carreira política
Greenhalge exerceu na câmara municipal de Lowell em 1868 e 1869. Tornou-se membro do comitê escolar em 1871, ocupando o cargo até 1873. Além de sua advocacia, também atuou como juiz no Tribunal Policial de Lowell entre 1874 e 1884. Era politicamente um Republicano reformista, mas apoiou Horace Greeley nas eleições presidenciais de 1872. Nesse ano, também concorreu, sem sucesso, ao Senado de Massachusetts como Democrata.
Greenhalge foi eleito prefeito de Lowell em 1880 e 1881 e foi um candidato que não conseguiu à eleição para o Senado de Massachusetts em 1881. Foi delegado da Convenção Nacional Republicana em 1884 e membro da Câmara dos Representantes de Massachusetts em 1885, mas não obteve êxito em sua tentativa de reeleição. Tornou-se procurador da cidade em 1888, exercendo direito em Middlesex e em outros condados. Foi eleito filiado ao Partido Republicano ao Quinquagésimo Primeiro Congresso, exercendo de 4 de Março de 1889 até 3 de Março de 1891, mas não conseguiu em 1890 ser reeleito para o Congresso, uma vítima do deslizamento da maioria absoluta Democrata daquele ano.
Em 1893, Greenhalge concorreu a Governador de Massachusetts. Foi contestado na indicação Republicana por Albert E. Pillsbury, membro da ala 
reformista Mugwump do partido. A indicação de Pillsbury foi contestada pelo poder do Senador Henry Cabot Lodge, e Greenhalge foi escolhido como um candidato relativamente seguro contra o Democrata John E. Russell. Russell não era tão popular quanto o governador Democrata de saída William E. Russell (sem parentesco), e os Democratas sofreram ainda mais no início do Pânico de 1893. Greenhalge obteve uma vitória fácil. Foi o primeiro governador estrangeiro do estado.
Greenhalge exerceu no cargo de Janeiro de 1894, vencendo a reeleição até sua morte em 1896. Enquanto governador, o Estado pagou sua última dívida pública e proclamou o primeiro Dia dos Patriotas, encerrando a celebração do Dia de Jejum de 200 anos em Massachusetts. Talvez seu maior desafio no cargo tenha sido em Fevereiro de 1894, quando uma multidão enfurecida de 5.000 pessoas reuniram-se em frente à Câmara do Estado para exigir subsídios de desemprego; saiu do escritório para falar com eles e prometer alívio, foi então que a raiva deles cessaram.
Greenhalge adoeceu com doença renal no início de seu terceiro mandato como governador e morreu no cargo no dia 5 de Março de 1896; empresas e escolas fecharam em sua homenagem. Em seu funeral, o Senador Henry Cabot Lodge e o presidente da Harvard, Charles William Eliot, exerceram como carregadores do caixão; está sepultado no Lowell Cemetery.